# Cure d'air Trianon
La cure d'air Trianon est une ancienne guinguette située à Malzéville.

## Contexte
En 1902, l'architecte Georges Biet et l'ingénieur Frédéric Schertzer exécutent pour Royer, propriétaire du grand café du Point Central, une guinguette à Malzéville, rue Pasteur. La Cure d'air Trianon est une guinguette de style Art nouveau, située à Malzéville, sur les hauteurs dominant Nancy. Elle a été réalisée avec de l'acier venant des aciéries de Pompey.
Elle fait l’objet d’un classement au titre des monuments historiques depuis le 12 juin 1989 pour son architecture métallique et ses vitraux.

## Description
Cette construction originale de style École de Nancy est due à l'architecte Georges Biet et à l'entreprise de métallurgie de Frédéric Schertzer.
À la fois salle de brasserie et piste de danse, la "Cure d'Air Trianon" est constituée d'une structure métallique à un niveau. Ces deux fonctions sont clairement séparées, la brasserie-restaurant occupant le rez-de-chaussée, et la piste de danse, recouverte d'un vélum, se trouvant sur la terrasse. La Cure d'Air ouverte de mai à septembre, sera en activité de 1902 à 1907 environ. La structure métallique en acier riveté, due à Schertzer, est composée de quatre fermes sur potences, reliées par huit poutrelles profilées en I. Elle repose vers la côte sur un massif de maçonnerie, conçu par Biet, et abritant les cuisines. 
Le rez-de-chaussée de la brasserie est orné de nombreux vitraux dessinées par Henri Bergé représentant les grandes marques de l'époque : 
Grande fine Champagne, Guignolet, Rhum Saint-James, Absinthe Cusenier, Vermouth, diverses liqueurs, les eaux de source de Vichy ou encore la laiterie Saint-Hubert. À l'origine, ces 22 verrières publicitaires occupaient les trois faces libres de la salle, donnant à l'ensemble une grande luminosité. 
Chaque ferme, à treillis lâche, est formée de deux arcs segmentaires reposant sur les potences. La structure métallique n'est pas sans rappeler les ouvrages d'ingénieur de l'Exposition universelle de Paris de 1889. Un sentiment de légèreté, qu'accentue la forte saillie de la terrasse, émane de l'ensemble. Le décor architectural est limité à l'encadrement des verrières: très sobre, il est formé de fers plats se terminant en "coup de fouet". Il souligne partout la structure sans jamais la masquer, répondant en cela aux principes de l’École de Nancy, énoncés par Émile Gallé : "Que louée soit donc la mise en évidence par l'architecte, par le décorateur, de cette construction métallique et de ces fers à T, laissés apparents. Qu'on ne blâme point la mise en peinture d'une matière qui se rouille, le fer. Nous aimons la nerveuse élégance de cette armature nette, dessinée, jaillie, toute cette force, solidement et délicatement rivée au sol..."  ).
La terrasse, aménagée sur le dessus, servait de piste de danse. Cette brasserie estivale offrait un panorama ainsi qu'une possibilité de promenade au sein de l'arboretum de l'Abiétinée, un parc art nouveau aux essences rares. La guinguette cessa ses activités en 1909. Le lieu fut racheté par l'entrepreneur Auguste Bichaton afin d'y réaliser sa résidence d'été.
Cette construction, née de la collaboration d'un architecte et d'un ingénieur, exprime avec force et élégance l'adéquation "forme-décor-fonction", chère à l’École de Nancy. Véritable unicum en France, cet ensemble est un témoin majeur de l'architecture métallique 1900 en Europe.